# Illa de Thanet

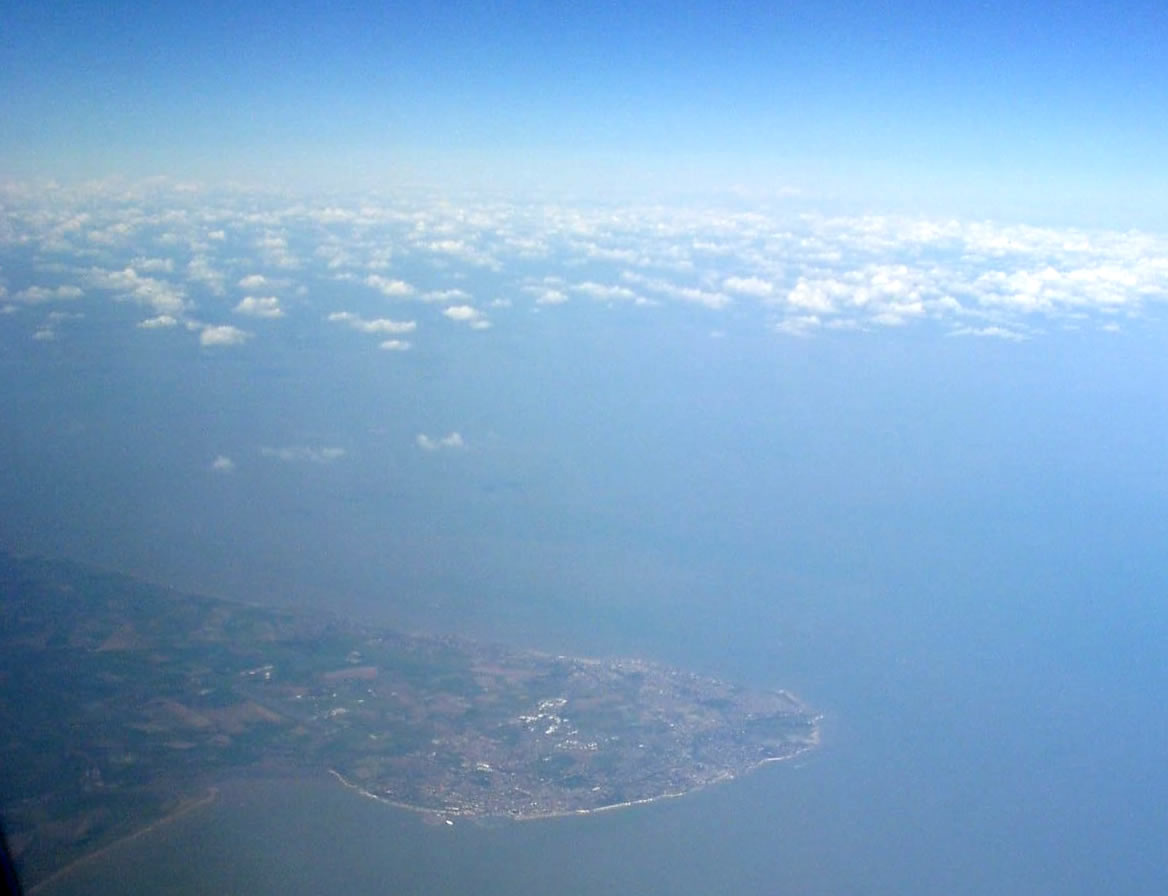
Illa de Thanet.

L'illa de Thanet, en anglès: Isle of Thanet, es troba al punt més a l'est de Kent, Anglaterra. Actualment ja no és pròpiament una illa, abans estava separada de l’illa de Gran Bretanya pel riu Wantsun.
Del nom de l'illa de Thanet deriva el període faunal del Paleocè del Thanetià
Actualment és principalment una destinació turística. El port de Ramsgate la comunica amb el continent.

## Etimologia
El nom de Thanet sembla d’origen celta i significaria "foc alt", potser és aquesta illa la que el geògraf Ptolemeu anomena Tolianis, els romans Tanatus i Beda el Venerable Tanatos insula. El nom 'Tenet' es troba en la llista de Domesday Book de 1086, un diccionari clàssic del segle xviii diu: Tane'tus, a small island of Albion (Tane'tus una petita illa d’Albió).
Sant Isidor de Sevilla esmenta aquesta illa i la seva situació i que el seu nom Thanet (tanatos o sigui “mort” en grec) és per la mort de les seps que provoc el seu sòl quan entra en contacte amb les serps.

## Història
Era un dels assentaments principals en l’Edat de Pedra, també s'hi han trobat pedres de l’Edat del Bronze (a Minster-in-Thanet) i l’Edat del Ferro.

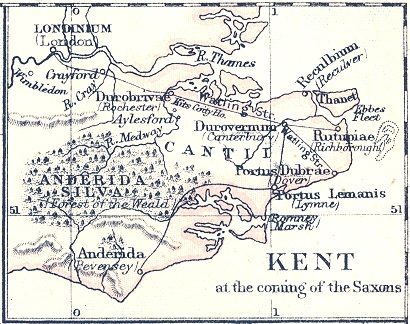
Un mapa del final de l'epoca Romana a Kent. L’illa de Thanet es deia aleshores Tanatus

Durant l’època de dominació dels romans el port de Richborough, la banda oposada del riu Wantsum va ser un dels seus ports principals.
El 597 Agustí de Canterbury desembarcà a l'Illa de Thanet on va trobar el rei Etelbert I de Kent, que fou convertit al cristianisme.
Amb el temps el port es va cegar pel llim i el darrer vaixell va salpar-hi l’any 1672.